# Маринка (приток Берёзовки)
Маринка — река в городе Нефтекамск Республики Башкортостан. Устье реки находится по правому берегу реки Берёзовка. Длина реки составляет 11 км. Имеет левый приток — ручей Шывырялка.
Система водного объекта: Берёзовка → Кама → Волга → Каспийское море.

## Данные водного реестра
По данным государственного водного реестра России относится к Камскому бассейновому округу, водохозяйственный участок реки — Кама от Воткинского гидроузла до Нижнекамского гидроузла, без рек Буй (от истока до Кармановского гидроузла), Иж, Ик и Белая, речной подбассейн реки — бассейны притоков Камы до впадения Белой. Речной бассейн реки — Кама.
Код объекта в государственном водном реестре — 10010101412111100016653.

## Топографические карты
- Лист карты O-40-133. Масштаб: 1 : 100 000. Состояние местности на 1982 год. Издание 1983 г.